# Halldór Snorrason
Halldór Snorrason (n. 1010) fue un caudillo vikingo y goði de Snæfellsnes, Islandia. Su figura histórica está presente en diversas fuentes literarias y sagas nórdicas, entre las más importantes Heimskringla, saga Eyrbyggja, saga Laxdæla, Saga Þórðar hreðu, saga de Viga-Glúms, Saga de Reykdæla ok Víga-Skútu, y saga Sturlunga.
Hijo del influyente Snorri Goði, se le considera el patriarca que inició el clan familiar de los Sturlungar. Acompañó a Norðbrikt (más tarde Harald III de Noruega) a Miklagard (Constantinopla) sirviendo como lugarteniente de Harald en la guardia varega, y siendo portaestandarte en alguna ocasión. El estandarte de Harald recibía el nombre de «destructor de tierras», y era el artefacto por el que más aprecio mostraba. Participó en múltiples asedios e incursiones vikingas en Serkland (tierra de los sarracenos) y compartió prisión cuando el rey Harald fue encarcelado por Miguel V. Según las sagas era alto, fuerte y atractivo; el rey Harald dijo de él que frente a acontecimientos terribles e inesperados, siempre mostraba mejor temple que ninguno. No obstante, también era parco de palabra y obstinado, duro y claro en su conversación, algo que no complacía mucho a Harald. Recibió en uno de los asedios graves heridas que desfiguraron su rostro de por vida. Tras sus aventuras en el Imperio bizantino, regresó a Islandia y fundó un asentamiento en Hjarðarhol donde vivió el resto de sus días hasta avanzada edad.